# Campylopus laniger
Campylopus laniger là một loài rêu trong họ Dicranaceae. Loài này được Müll. Hal. Besch. mô tả khoa học đầu tiên năm 1885.